# Duende

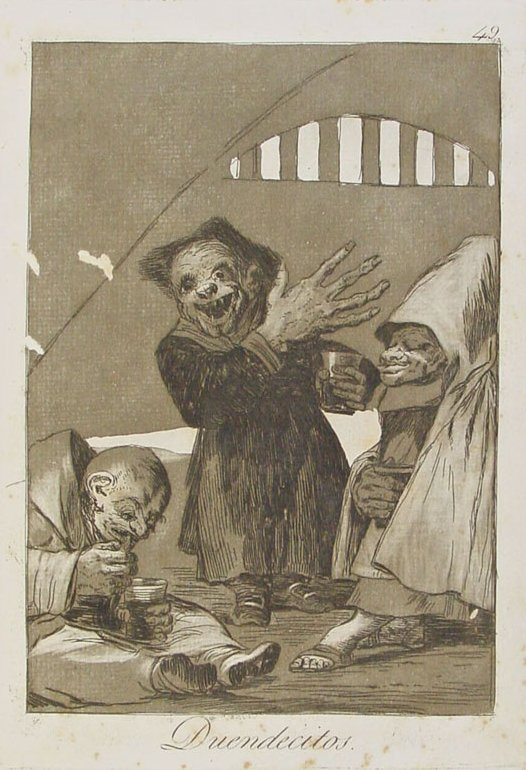
Duende Martinico en el grabado "Duendecillos" de los Caprichos de Francisco de Goya.

Los duendes son criaturas mitológicas fantásticas de forma humanoide pero de tamaño pequeño que están presentes en el folclore de muchas culturas. La etimología de su nombre proviene de la expresión "duen de casa" o "dueño de casa", por el carácter  de los duendes al "apoderarse" de los hogares y encantarlos, o bien del árabe "duar de la casa" ("que habita, habitante").
En Castilla y León la palabra duende define a un tipo de ser sobrenatural de la cultura popular equivalente al goblin de otros folclores europeos (del francés normando gobelin, nombre originado inspirado por fantasma que se decía asoló el pueblo de Evreux en el siglo XII), de naturaleza maliciosa hacia los humanos.

## Historia
Los duendes son criaturas mágicas relacionadas en algún caso con las hadas que no forman parte de la tradición cristiana, aunque algunos demonólogos de los siglos XVI y XVII, y al menos desde la segunda mitad del siglo XV, los consideraban un tipo de demonio.
Físicamente, se suele describir a los duendes como personajes de baja estatura (con altura no superior a un metro) y aspecto humanoide, con largas orejas puntiagudas y piel verdosa. Se caracterizan por ser seres elementales, cuidadores de la naturaleza y el bosque y muy escurridizos. En la mitología de muchas culturas se les supone algún tipo de poder o conocimiento sobrenatural además de una personalidad bromista o maliciosa, por el cual son culpados de todo tipo de daños menores en el entorno doméstico o rural. Según esta definición, serían considerados un tipo de duendes los gnomos, los trasgos, el pombero sudamericano, el tomte sueco, el leprechaun irlandés o el poltergeist alemán.

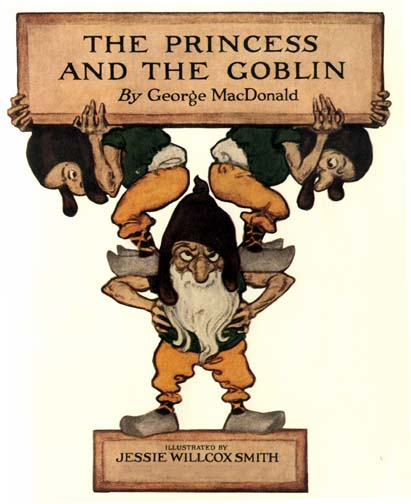
Cubierta del libro La princesa y el duende, de George MacDonald.

Este tipo de supersticiones ligadas a los hogares fueron difundidas por todo el Imperio romano, ya que su religión pagana afirmaba que había unos dioses menores, los lares o genius loci, que habitaban una casa a la que estaban ligados con la función de protegerla. A veces estaban asociados a la familia que construyó la casa o que la habitó desde que fue construida, esto explicaría su frecuente relación con los fuegos del altar familiar u hogar, los pucheros o las alacenas. A esto habría que sumar una noción semejante por parte de los druidas, quizá todavía presente en la creencia germánica en los Kobold. Pero esta tradición se presenta también en el folklore de todas las naciones eslavas, donde son llamados domovik, e incluso en el japonés, donde unas criaturas en todo semejantes se denominan zashiki-warashi. Por lo demás, los djinn de los pueblos semíticos poseen características muy parecidas. La superstición, por otra parte, podría tener una etiología bastante elemental: una justificación maravillosa o imaginativa de los ruidos desconocidos que se producen en las alacenas, sótanos o cuevas subterráneas cerradas de las casas, casi siempre debidos a la presencia de pequeños roedores o depredadores en busca de alimento.
Es más, aparte de su origen supersticioso, la leyenda de la llamada "gente pequeña", como los denominaba en su famoso manuscrito el párroco escocés Robert Kirk, o "duendes", está tan arraigada en unos lugares concretos de Europa (islas británicas) que algunos han llegado a teorizar la posible existencia de un pueblo humano de pequeña estatura ya desaparecido en estas ubicaciones, lo que ha convertido en más probable el descubrimiento reciente del hombre de Flores y el ya conocido pueblo pigmeo en África.[cita requerida]
El primero en proponer esta explicación fue David MacRitchie (1861-1925), un folclorista escocés, en su obra The Testimony of Tradition; este tipo de leyendas (y muchas otras) se habrían fundado en la existencia histórica de un pueblo que habitaría en cuevas o que sería subterráneo en las islas británicas, resto de gentes antiquísimas de tecnología muy primitiva, quizás neolítica, quienes, ante la llegada de pueblos más civilizados y mejor armados, se habrían ocultado en la oscuridad. Esta teoría habría sido completada en The Witch-Cult in Western Europe (1921) por la doctora Margaret Murray (1863-1963).
El alquimista y médico suizo Paracelso (1493-1541) escribió sobre numerosos tipos de criaturas ni humanas ni divinas en su grimorio Philosophia Occulta (1570), a los que llama genéricamente elementales y denominó gnomos (elemento tierra), ondinas (elemento agua), silfos o sílfides (elemento aire) y salamandras (elemento fuego):

No pueden clasificarse entre los hombres, porque algunos vuelan como los espíritus, no son espíritus, porque comen y beben como los hombres. El hombre tiene un alma que los espíritus no necesitan. Los elementales no tienen alma y, sin embargo, no son semejantes a los espíritus, éstos no mueren y aquéllos sí mueren. Estos seres que mueren y no tienen alma ¿son, pues, animales? Son más que animales, porque hablan y ríen. Son prudentes, ricos, sabios, pobres y locos igual que nosotros. Son la imagen grosera del hombre, como éste es la imagen grosera de Dios… Estos seres no temen ni al agua ni al fuego. Están sujetos a las indisposiciones y enfermedades humanas, mueren como las bestias y su carne se pudre como la carne animal, y son virtuosos y viciosos, puros e impuros, mejores o peores.

Los duendes corresponderían a los gnomos y silfos y habitan mundos propios no muy alejados del nuestro, aunque invisibles para nosotros porque nuestros sentidos son poco sutiles y poco desarrollados y por tanto no aptos para observarlos. Sin embargo todas esas criaturas, según Paracelso, tienen en común ser seres interdimensionales y atemporales, viven en comunidades jerarquizadas, son invisibles para los hombres, pero no para algunos animales y niños, son juguetones y tramposos y enormemente interesados en algunos aspectos sexuales de los humanos, a quienes a veces raptan cuando son niños; viven muchos más años que los hombres, pero sin llegar a ser inmortales: 500 años o más, éticamente neutros, inteligentes, y les aterroriza el hierro y el acero. Poseen tres grandes festividades: la del mes de mayo, la del 24 de junio (solsticio de verano) y la del mes de noviembre.
Siguiendo la terminología de C. S. Lewis en su ensayo «The Discarded Image: An Introduction to Medieval and Renaissance Literature» (1964), traducido al español como La imagen del mundo, cabría identificarlos con los longaevi o longevos, espíritus que, cuando Lucifer se levantó contra Dios, no se pusieron de parte ni de este ni de aquel. Dios habría suspendido su sentencia hasta el día del Juicio Final, y mientras tanto estos seres circularían por el orbe infranatural, es decir, por debajo de la órbita de la Luna, pues por encima estaría lo sobrenatural. Algunos habrían caído a la Tierra y por eso habitarían en cuevas o subterráneos. No son exactamente demonios ni ángeles: son los duendes, hadas, etc. de que se ha hablado anteriormente, de ahí su ambigüedad moral. En otro ensayo, el poeta Heinrich Heine llama a toda esta gente "dioses en el exilio", porque antiguamente eran los diosecillos paganos menores que detentaban algunas funciones religiosas y ahora han sido arrojados al margen, por lo que aparecen ridiculizados por la tradición religiosa dominante en los cuentos folklóricos tradicionales. Su aspecto por ello ha sido desfigurado como risible y solo tienen importancia para los niños impresionables, gracias a los cuales, sin embargo, perdura su recuerdo más o menos deturpado.

## Por región

### Europa

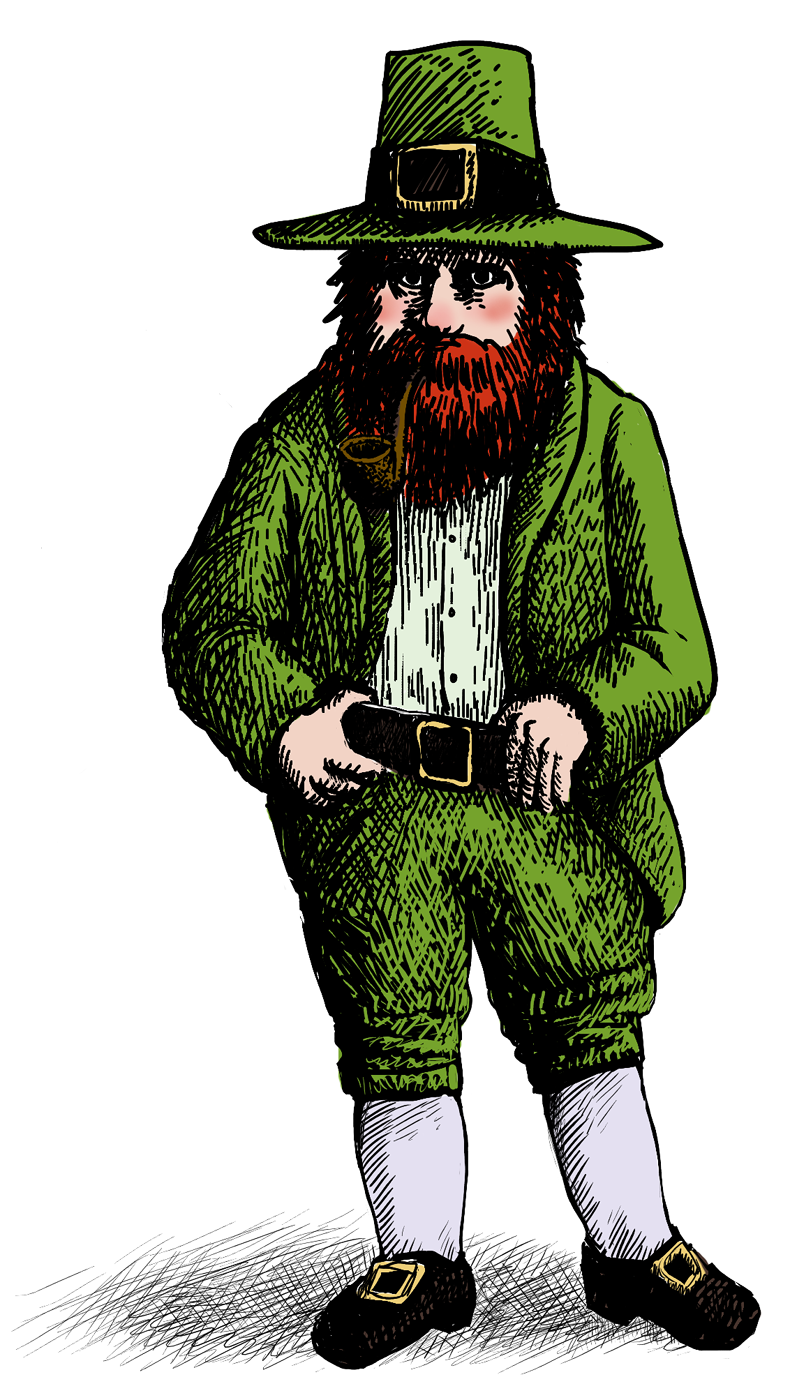
El leprechaun, del folclor irlandés.

Existen muchas variantes de duendes en varios países y culturas del mundo, aunque universalmente los más populares son los de los países célticos. Uno de los tipos más reconocidos en la actualidad es la del leprechaun, proveniente de Irlanda y popular durante las festividades de San Patricio, como las que se llevan a cabo en Estados Unidos. La imagen moderna del leprechaun es la de un hombrecillo barbado bajo, de aire alegre y a veces gruñón, vestido con atuendos de color verde, aunque en las leyendas folclóricas irlandesas su carácter era menos afable y solían vestir con ropajes rojos. Los leprechaun forman parte del ciclo de leyendas irlandesas relacionadas con los Tuatha Dé Danann. Otros tipos de duendes irlandeses son los cluricaun (aficionados a las bebidas embriagantes) y los far darrig (hombres rojos). De Escocia, otro país celta, provienen las leyendas de los hobgoblins y los puck. Estos seres son descritos como espíritus traviesos relacionados con la tierra. El hobgoblin es un ser humanoide, pequeño y peludo, que vive en las casas y hace travesuras por la noche mientras todos duermen. Al puck se le caracteriza con un aire más similar a los pixis del folclor británico, sobre todo de Cornualles. Mientras el hobgoblin es pequeño y tosco y habita en las casas de los campesinos, el puck y el pixie son más esbeltos y viven en los bosques. Otro tipo de duende del norte de las islas británicas es el brownie o urisk, similar al hobgoblin aunque un poco más pequeño, peludo y ataviado con un manto o capucha de color café, y que habita en las casas ayudando por las noches con las labores cotidianas.

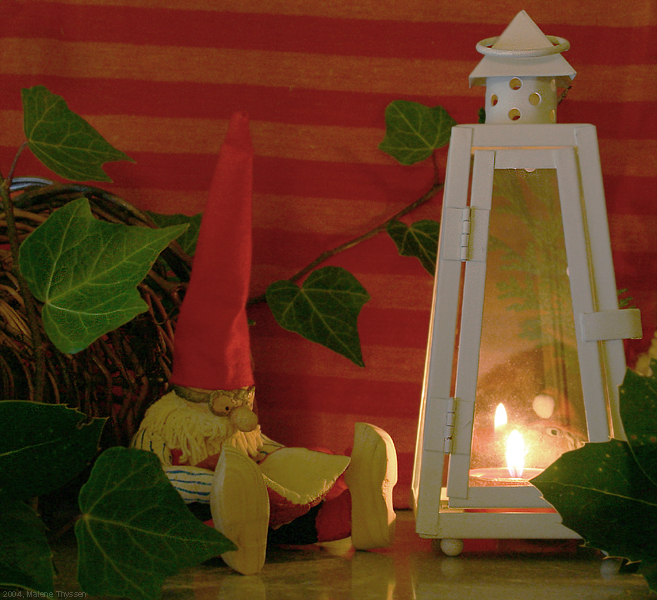
La apariencia del nisse o tomte ha pasado a formar parte del folclor navideño mundial.

En el folclor escandinavo también hay varios tipos de duendes. Los duendes escandinavos se encuentran asociados al solsticio de invierno, y en la actualidad, a la Navidad. Su apariencia moderna es la del arquetípico duende de jardín o duende navideño: diminutos, ataviados con ropajes de colores brillantes, sombreros cónicos puntiagudos y una barba larga, sin embargo, en las tradiciones folclóricas escandinavas se les describe como hombres viejos y pequeños vestidos a la usanza rural campesina, de carácter voluble, a veces alegres y traviesos, otras veces iracundos y vengativos, que tienen la capacidad de volverse invisibles o tomar diversas formas. Reciben diversos nombres según el país: tomte en Suecia, nisse en Noruega y Dinamarca, y tonttu en Finlandia. Su presencia es frecuente en la literatura escandinava, como en los cuentos de Hans Christian Andersen.
En el folclor eslavo, el domovoi es un ser de pequeña estatura, cubierto de pelo, que es considerado guardián de las viviendas. Estos seres tienen el poder de transformarse en animales, como gatos o perros, o incluso puede adoptar la forma del propietario de la casa. Los eslavos solían invitar al domovoi a quedarse en las casas, pues ayuda a mantener todo en orden, mientras esté a gusto, pero, si esto cambia, el domovoi se enoja y destroza platos, cambia las cosas de sitio y gime por las noches.

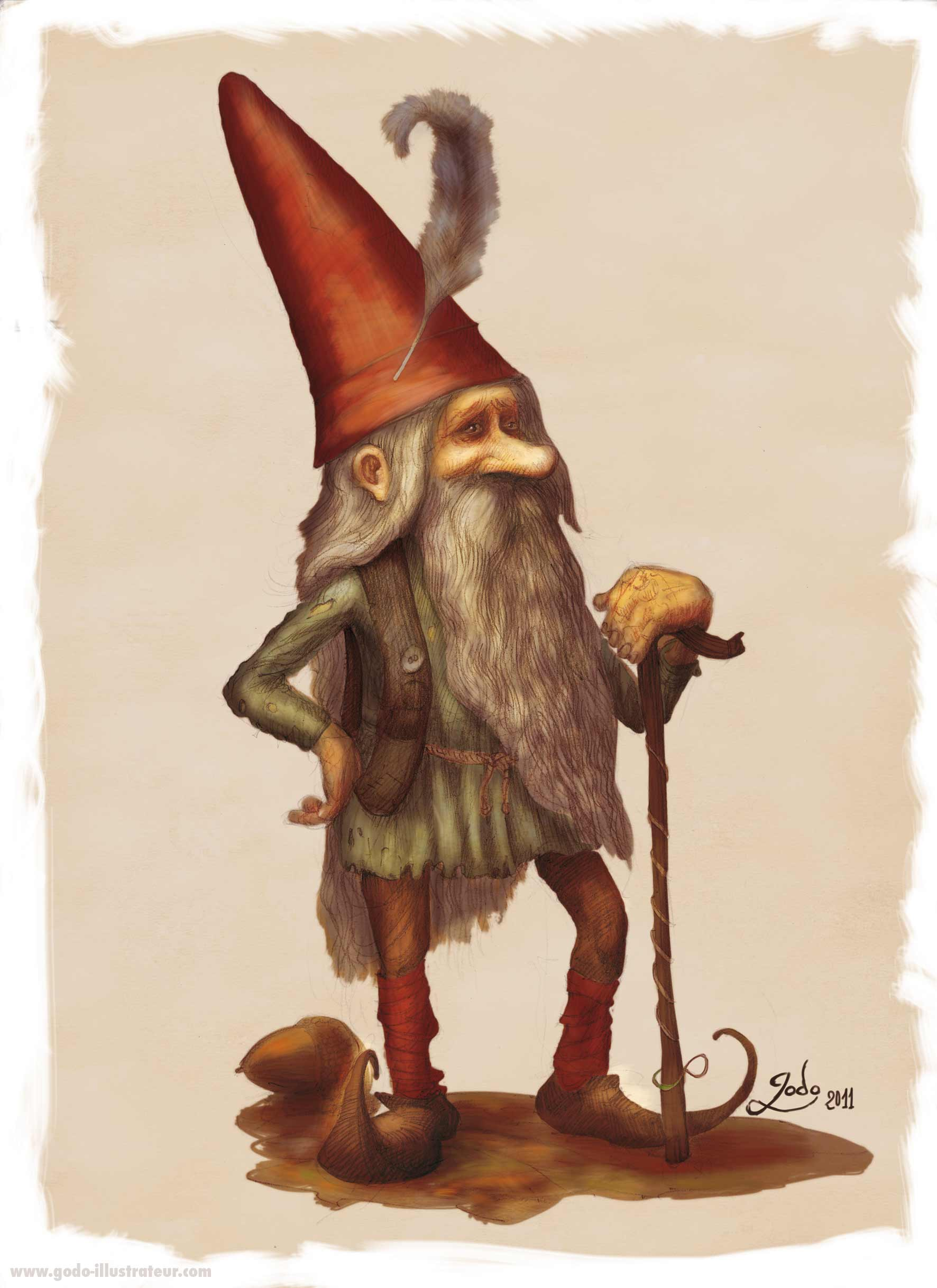
El lutin, un tipo de duende francés.

Para los pueblos sajones de Inglaterra, Gales, Alemania y Países Bajos, los goblins eran criaturas monstruosas y de apariencia grotesca, a menudo de carácter malvado y egoísta, ávidas por el oro y las posesiones materiales. Eran criaturas mágicas con diversas habilidades, similares a las de las hadas o los demonios. Los goblins aparecen frecuentemente en la literatura moderna, como en los libros de Tolkien, y también son parte de juegos de rol y videojuegos como Warhammer o World of Warcraft. Similar al goblin, pero de carácter más benigno y hogareño, es el kobold, perteneciente al folclor de Alemania. El kobold era parte del mundo espiritual, pero a veces interaccionaba con los humanos. Se le podía representar con formas animales, como fuego, con forma humanoide o como objetos, a veces se disfrazaban como campesinos o niños pequeños. Los kobolds podían vivir bajo tierra y trabajar como mineros, pero a veces hechizaban y vivían en castillos y barcos. Al igual que otros tipos de duendes, en ocasiones ayudaban a los hombres en las tareas hogareñas 
En el folclor de Rumania, el spiriduș era una pequeña criatura cuyo carácter podía ser bueno o malo. Su apariencia es similar a la del leprechaun irlandés. El sufijo -uș es un diminutivo de la palabra espíritu, en un significado más asociado al término "fantasma". En Francia, el lutin de Normandía juega un papel similar al de los espíritus hogareños de las tradiciones de Inglaterra, Alemania y Escandinavia. El lutin también es un duende travieso, pues le gusta amarrar en trenzas las crines de los caballos. Los lutin han pasado del folclor francés a América, sobre todo en la provincia de Quebec, en Canadá, o en la leyenda del "nain rouge" (enano rojo) que hechiza la ciudad de Detroit, Míchigan. El mazapégul es un tipo de duende hogareño de la región de la Romaña, en Italia. Su aspecto es la de un ser humanoide pequeño, de pelaje gris, que a veces podía ser bueno pero volverse maligno si se enfadaba.

### España
El folclor de España es rico en cuentos y leyendas sobre diversos tipos de duendes: Trasgos, Martinicos, Diaños, Gnomos, Hadas, Encantadas, Trastolillus, Trentis, Tentirujus, Nuberus, Trasnos en Galicia, Follets en Cataluña, Donyets en Comunidad Valenciana, Iratxoak (y otros nombres) en el País Vasco y Navarra, Trasgus en Asturias, Menutos o Menudos en Valle de Hecho y en otras partes del Alto Aragón, Mengues (Sur de España).

#### Los duendes castellanos
Cabe distinguir entre los duendes castellanos a martinicos, diaños, trasgos, gnomos, encantadas, hadas y elfos. Los martinicos, emparantados con los bestiones de la Edad Media y grabados en algunos de los Caprichos de Goya, son enanos cabezones (representados como cabezudos en las fiestas populares) de grandes manos que se suelen disfrazar con hábito franciscano, hacen ruido en las alacenas, mueven y pierden objetos cuando no los ven y gastan crueles chascos y bromas. Los gnomos habitan en las cavidades de la tierra y la primera mención de un elfo en la literatura española se hace en el Cantar de mío Cid, cuando se habla de los "caños de Elfa", esto es, la cueva de Elfa. El primero en tratar por extenso de los duendes fue el demonólogo fray Antonio de Fuentelapeña en El ente dilucidado: discurso único novísimo que muestra que hay en naturaleza animales irracionales invisibles y quales sean (1676). Se comentaba que todos los duendes desaparecieron
con la bula de la Santa Cruzada. Posteriormente, en el siglo XVIII, el preilustrado benedictino padre Benito Jerónimo Feijoo se embutió en una lucha sin cuartel contra estas supersticiones en su Teatro crítico universal.
Por otra parte, en el contexto cultural flamenco se denomina duende al carácter inexplicable y misterioso que ese arte y sus intérpretes adquieren en ciertas ocasiones, un poder misterioso que todos sienten y ningún filósofo explica.

#### Los duendes cántabros
Son de muchos tipos: los trastolillos, los enanos, los busgosos, los trentis, los nuberos, los  ventolines, los tronantes y las anjanas, entre otros.

#### Los duendes asturianos "apabardexu"
Especie de los Lagos de Somiedo que los lugareños dicen ser una especie de duende. En bable, Asturiano, asturleones de Asturias apabardexu se traduciría al español o castellano como duende de monte.

#### Las lamias
Las lamias españolas tienen correspondencia con las lamiak vasconavarras y las lainas aragonesas. Tienen cara y cuerpo de bellas mujeres y patas palmeadas de ánade (ganso, pato, oca...). Habitan en lugares cercanos al agua, o en los mismos lagos, ibones y barrancos.

### América

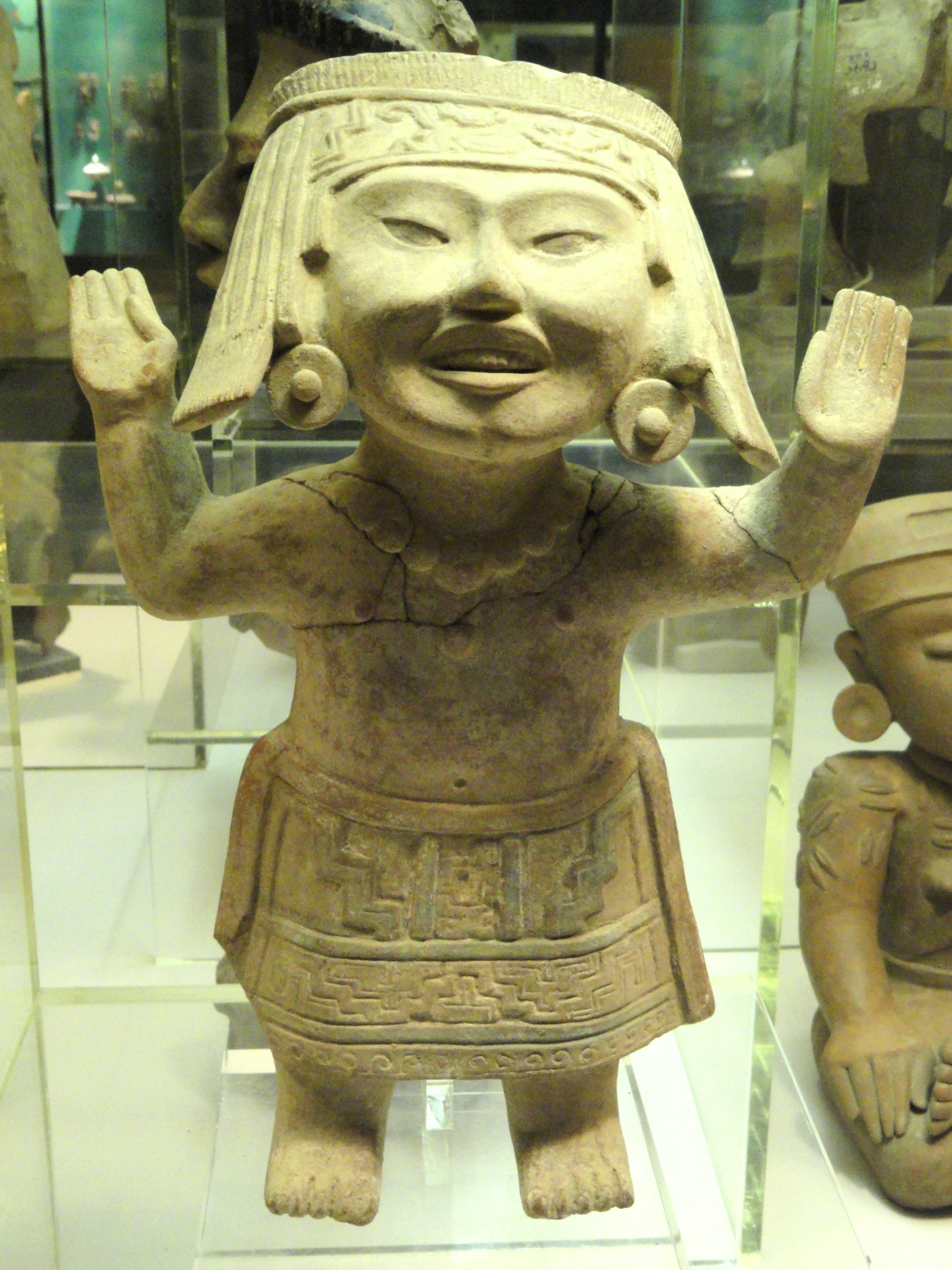
Las leyendas mesoamericanas también narran historias sobre gente pequeña que habita en casas, montañas y sembradíos. En la foto, figura sonriente de la cultura central de Veracruz.

En América existen diversas historias y leyendas sobre espíritus relacionados con la tierra, las masas de agua, los bosques, los elementos, el aire, el hogar, el mundo subterráneo. Muchas de estas leyendas se mezclaron con las leyendas europeas sobre duendes, dando lugar a nuevas leyendas sincréticas.
En México, entre las culturas mesoamericanas como la civilización maya, los aluxes son un tipo de duende benéfico que habita en los campos de maíz. Tienen la capacidad de atraer la lluvia y proteger los campos. Los agricultores solían construirles pequeñas casas llamadas kahtal alux, donde el alux residía para cuidar del sembradío, pero al cabo de siete años se le debía encerrar porque el alux se volvía malvado y causaba estragos. Asimismo, se habla del Uay Chup, duende lúbrico o lujurioso que se mete en las casas para tener relaciones sexuales con muchachas y muchachos. Otro tipo de duende es el chaneque, de la mitología mexica, entidad asociada al inframundo, los bosques, los ríos y los animales. En la actualidad, se les da apariencia de niños, tienen los pies al revés, el cuerpo deforme, poseen cola, carecen de la oreja izquierda, y les gusta hacer travesuras. En el estado de Chiapas, México, en algunas versiones, la Tisigua es descrita como un duende con apariencia de una señora de cuarenta y vestida de rojo, la cual seduce a los hombres para luego volverlos locos. Además se dice que es la esposa del Sombrerón.
En Centroamérica, a los duendes también se les conoce indistintamente como gnomos o enanos. Muchos de estos seres son una mezcla del duende europeo, sobre todo de los trasgos castellanos, con los genios protectores de las creencias indígenas. De esta forma, estas criaturas pueden ser desde pequeños humanoides con vestidos de colores y largas barbas, hasta poseer características físicas de animales como patas de pollo o tener los pies al revés, como en el caso del Cipitío de El Salvador. En las leyendas de Guatemala, Honduras, El Salvador, Nicaragua y Costa Rica, los duendes gustan de gastar travesuras en las casas, aunque a veces ayudaban con el quehacer hogareño, como ocurre en la leyenda de los duendes del bacín de Costa Rica. Uno de los aspectos más oscuros es que estos espíritus gustaban de perder a la gente, sobre todo extraviar a los niños, como ocurría en las leyendas de pueblos indígenas como los bribris y cabécares. Entre los tipos específicos de duendes de los pueblos indígenas centroamericanos están el mgöra, de la Comarca Ngöbe-Buglé en Panamá, o el cucumi de Cuba. También merece mención el Sombrerón, personaje de las leyendas de Guatemala, un enano con un gran sombrero y una guitarra que recorre los poblados del país enamorando a las mujeres. En el Caribe y Centroamérica, está la Ciguapa, un ser mítico en forma de mujer, similar a una indígena, de estatura pequeña, pelo larguísimo del cual usa como su vestimenta y con los pies al revés.

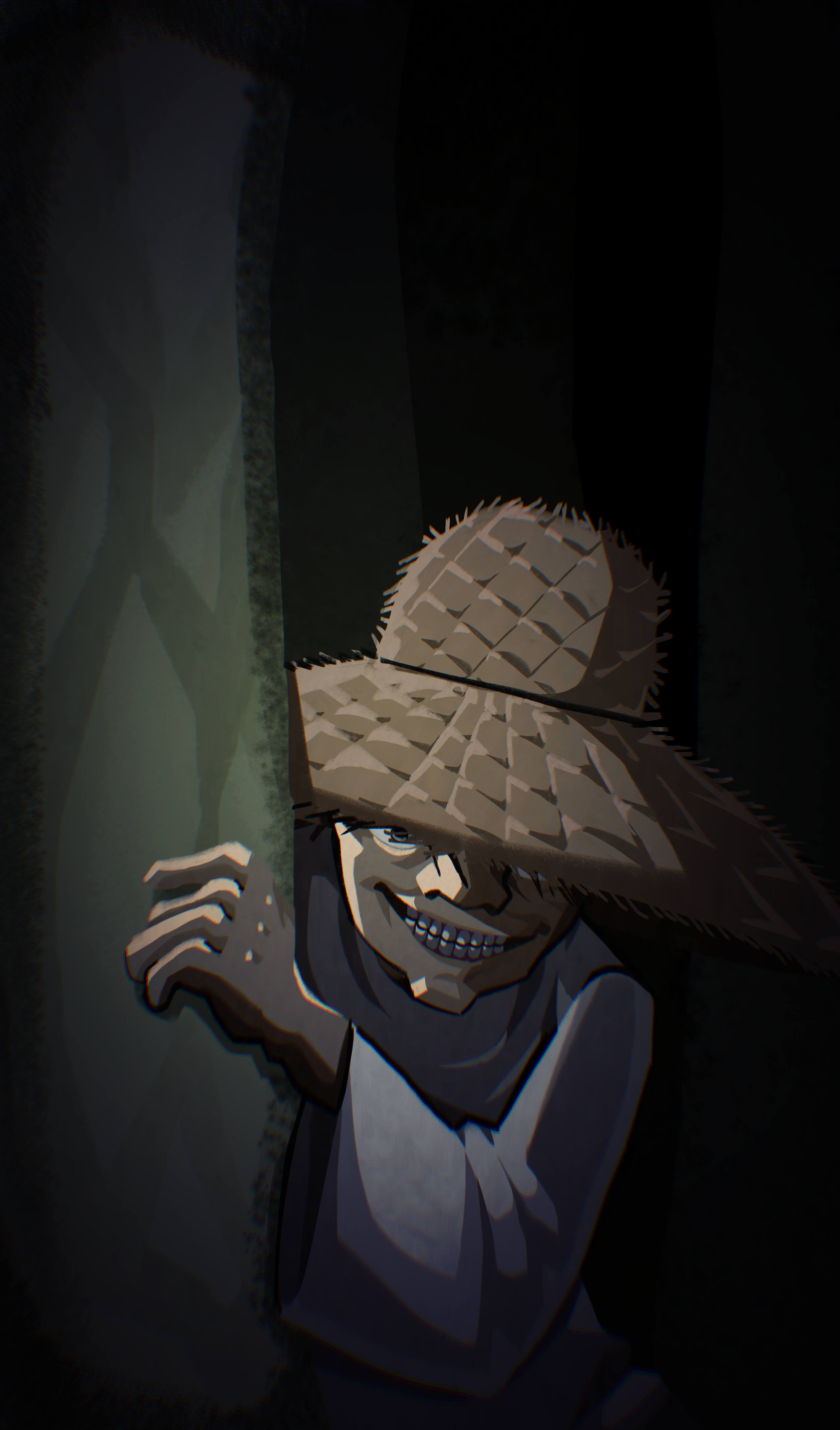
Ilustración de El Duende, en la concepción de artistas gráficos de Santa Cruz, Bolivia

En Suramérica hay muchas leyendas de seres mitológicos con características de duendes. En países como Venezuela se les denomina momoyes. En Colombia, está el Mohán. En la mitología amazónica, como la de los guaraníes del Paraguay, están personajes como el Pombero, el Jasy Jateré y el Kurupí, mientras que en Brasil están las leyendas de Caipora y Curupira. En los pueblos del norte de Chile y Argentina está el Coquena, un ser mitológico benigno quechua y calchaquí. En la cultura mapuche de Chile están el Laftrache y el Trauco, en Ecuador, el Tin tín (duende fálico de la costa) y el Chuzalongo (duende fálico de la serranía), y en Perú, el Muqui (duende minero de los Andes peruanos), el Chullachaqui, el Chinchilico, y el Shapishico (en la amazonía del Perú). En Bolivia, en la región occidental se los denomina como anchancho en aymará y como muki en quechua, en la zona de los valles.

### Asia

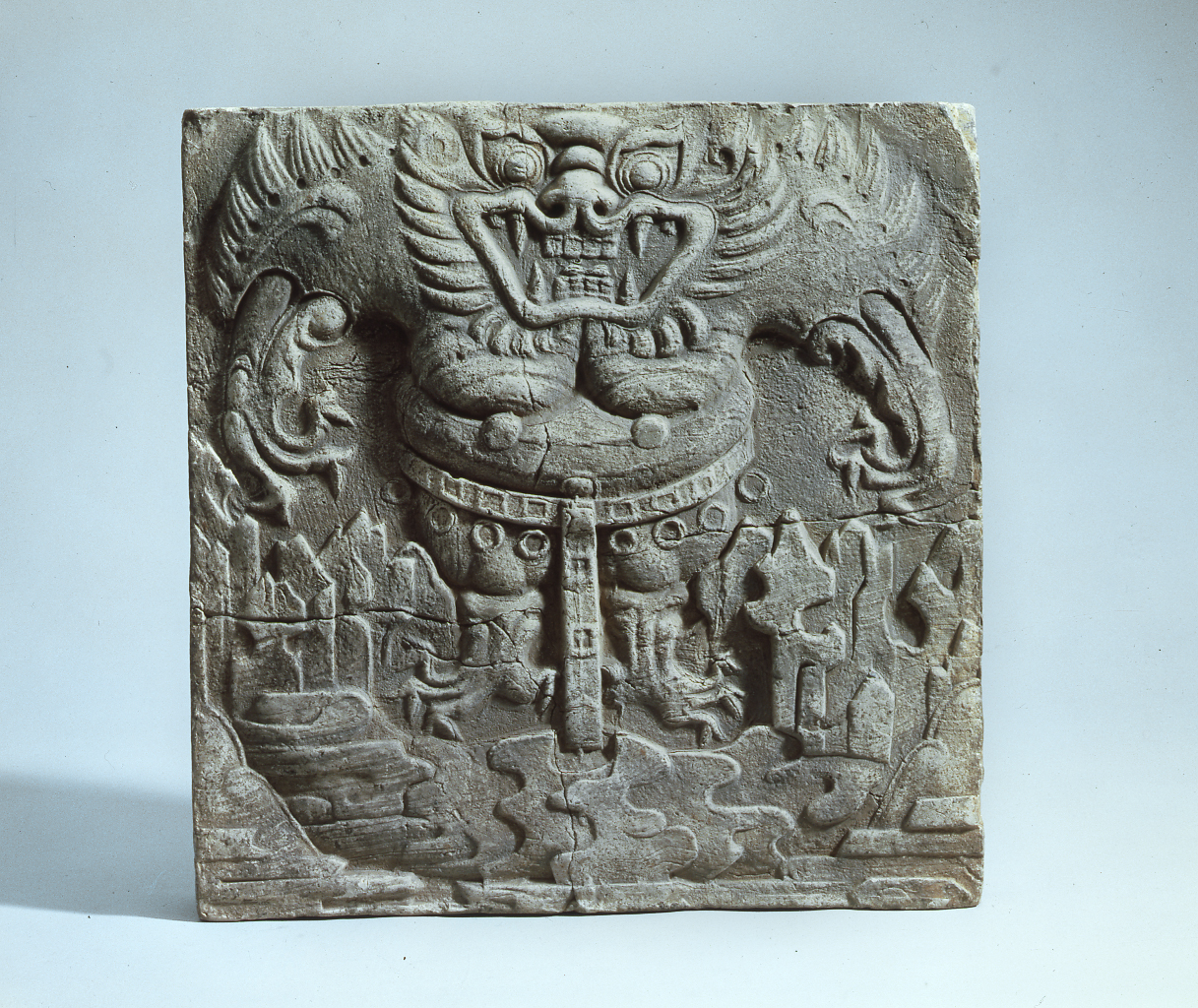
En Asia también existen seres enanos catalogados como «duendes».

En Japón, existen unos seres denominados como Yokai, y hay un número incontable de ellos, y algunos son demasiados extraños como para encajar en alguna categoría. Estos son generalmente la transformación de una cierta clase de perversión o de criaturas halladas en la vida común, o son enteramente nuevos tipos de duende. Algunos ejemplos son el abura-sumashi, un goblin o duende viejo, con aire satisfecho con cara de patata, que bebe aceite; el ami-kiri, criatura que existe con el único propósito de cortar la red del mosquito; y el ushi-oni, demonio vaca que se representa a veces con el cuerpo de una araña gigante. El ningyo es una persona-pez, pero no una sirena, porque tiene medio cuerpo superior de pez.
Existe la leyenda del Abura-sumashi. Este espíritu que sorprende a las personas en el paso de las montañas, se piensa que es el fantasma de un humano que robaba aceite. En los días anteriores a la electricidad, el aceite era una comodidad muy valiosa, necesaria para calentar y alumbrar una casa. En la actualidad el abura-sumashi es representado como un ser que usa un abrigo de paja que le cubre el cuerpo y una cabeza con forma de piedra o papa. Esta apariencia es inspirada en los trabajos de arte de Shigeru Mizuki. 
Otra clase de duende es el amikari, el cual se le puede hayar en cuerpos de agua y lo pescadores son más propensos a encontrarlo, pues este frecuenta los lugares donde se hallan los pecadores. El amikari se le conoce también por ser inofensivo, puesto a que no está tan enfocado en atacar o dañar a los seres humanos a pesar de su bizarra apariencia. La apariencia general de un amikiri son las pinzas de langosta, cola de serpiente y cabeza de pájaro. Algunos investigadores afirman que este puede adoptar la forma de animal pequeño, como la de un perro, un gato; pero otros dicen que tiene el tamaño de un niño. También pueden ser buenas amistades con los seres humanos. 
Hay otro que le llaman Ningyo (人魚, "Pez humano", a menudo mal traducido como "sirena"), quien está inspirado en un pez del folclore japonés, llamado "Ningyo". Antiguamente, fue descrito con la boca de un mono con pequeños dientes como un pez, brillantes escamas de oro, y una voz tranquila como una alondra o una flauta.
En Corea del Sur también existen clases de duendes. Por ejemplo, los dokkaebi (en coreano, 도깨비) son criaturas legendarias de la mitología y el folclore coreano. También conocidos como los goblins coreanos, poseen extraordinarios poderes y habilidades que utilizan para interactuar con los humanos, ya sea haciéndoles trucos o ayudándolos.
En el folclore chino, existen los mogwai que son seres pequeños que se reproducen con el agua de lluvia, usualmente apareándose y produciendo una numerosa estirpe ya que la lluvia les incrementa la lujuria. Se les considera una representación metafórica de la "abundancia" que puede traer el agua de lluvia para las cosechas que, descontrolada, puede causar daño.
En Filipinas, está la leyenda del Asuang que es un duende, también a veces considerado como un brujo o demonio, de la mitología filipina, conocido en casi todo el archipiélago filipino, particularmente entre los tagalos, pampangos, bicolanos, etc. Es un ser nocturno que toma las formas que quiere, como las de un perro, gato, ave u otro animal. El aswang coge preferentemente niños, abandonados y caminantes solitarios. Con su lengua horriblemente dilatada, negra y flexible como la seda, extrae los fetos a las mujeres que están encintas. A él se atribuyen los dolores en el parto.

## San Patricio

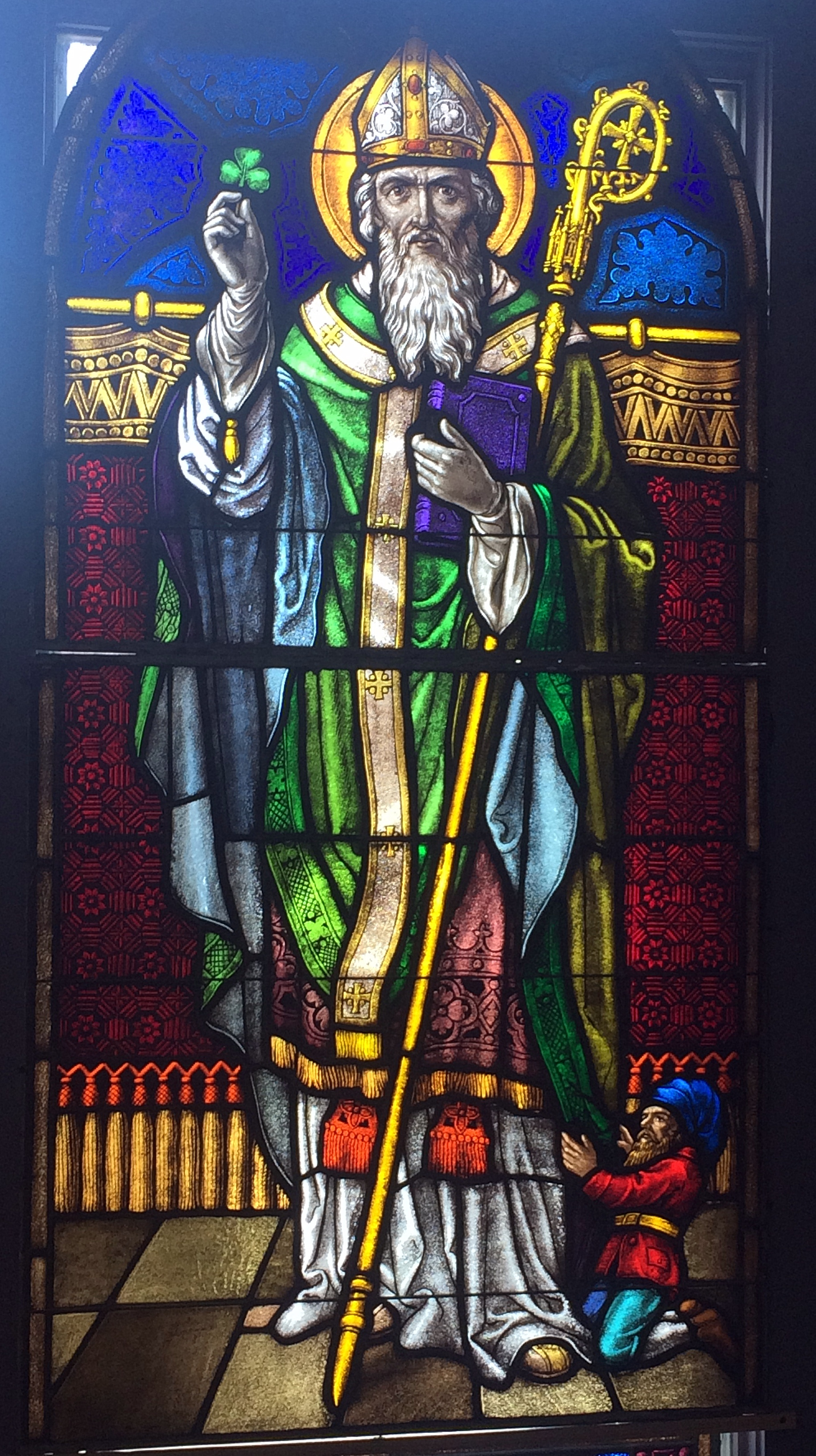
San Patricio con un duende a sus pies.

La tradición irlandesa refiere que san Patricio, tras haber fundado su primera iglesia, invitó a los celtas paganos a convertirse al cristianismo. Tras llevar a cabo varios milagros, la fe cristiana comenzó a ganar adeptos en Irlanda. Los druidas vieron esto con alarma. Invocaron una tropa de duendes y la enviaron a la iglesia con tal de hacer la vida imposible a San Patricio y a los apóstatas ya cristianos. Los feligreses comenzaron a quejarse de que los duendes no los dejaban rezar y cometían un sinfín de desmanes desbaratando el templo, por lo que San Patricio, habiendo averiguado que era obra de los druidas, decidió hacerles frente. Una vez dentro del templo, se les encaró con las siguientes palabras: «En nombre de Dios Todopoderoso yo los expulso, espíritus impuros», y fue así como San Patricio desterró a los duendes de la iglesia. Por eso en Irlanda la imagen de san Patricio es muy utilizada para realizar exorcismos de duendes y para protegerse contra ellos, ya que no soportan la imagen del hombre que los desterró de la casa de Dios.
Su hábitat general son los bosques, aunque algunos habitan en los jardines y los fondos de ciertas casas, propicias para ello, ya que a estos alguna vez simpáticos hombrecillos les agrada la compañía de los niños, así como a las hadas (por su pureza de corazón), para jugar con ellos. Son de buen carácter; estando por lo tanto casi siempre de buen humor. Aunque también existen duendes malvados, capaces de hacerle daño a los humanos, si estos los enojan. Por ese motivo es conveniente evitar ofenderlos, por ejemplo, dudando de su existencia, de sus poderes o burlándose de su apariencia.

## Literatura
Según la mitología celta británica, el rey de los duendes y elfos responde al nombre de Lord Oberón, y se le menciona en El sueño de una noche de verano y demás obras del poeta inglés William Shakespeare, además que también se le hace mención en el Fausto de Goethe junto con un coro de silfos que invoca Mefistófeles con tal de seducir al doctor Fausto.

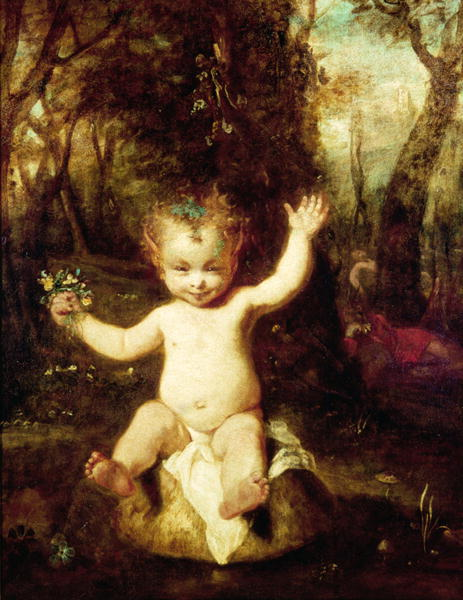
Puck, personaje de Sueño de una noche de verano, de William Shakespeare. Pintura de Joshua Reynolds, 1789.

Según la historia de Fausto, Lord Oberón contrae matrimonio con la reina de las hadas, Lady Titania, para así consagrar la unión de ambos reinos elementales de la naturaleza. Oberón tiene un consorte que lo acompaña a todos lados, Puck, un duende menor erudito en la magia, prolongando así la dualidad clásica de la literatura Rey - Mago, tal como Arturo y Merlín.
En los cuentos tradicionales infantiles, la figura del duende suele asociarse a pequeños seres bonachones, que acostumbran a ayudar en secreto a los humanos, recompensando las buenas acciones y castigando a las personas egoístas y deshonestas. Representativo es el clásico de El zapatero y los duendes, de los Hermanos Grimm.
Herederos de esa tradición son muchos de los cuentos contemporáneos sobre duendes, como Un duende a rayas, de María Puncel, Los Duendes de Cristal, de Yolanda Lleonart, Los duendes de colonia-Estrella, de Augusto Kopish, o Los duendes de Navalcarnero, de Rubén Serrano.
En la trilogía libros de "El señor de los anillos", así como en "El Hobbit" de J.R.R Tolkien, se emplean los términos goblin (duende) y orco como sinónimos. Estos seres serían de la altura de un ser humano, lo cual sirvió como referencia para otras obras posteriores de fantasía.
También existe la literatura feérica de terror, tal es el caso de las novelas Extraña simiente y Cuento infantil de T.M. Wright y Cuento de hadas de Raymond E. Feist, en estas historias, los duendes, hadas y demás fauna elemental se convierten en malvados dejando a un lado el prototipo bondadoso que muestran los cuentos para niños.
En ocasiones los duendes muestran una enemistad hacia los gnomos y los trolls que puede compararse con la que hay entre elfos y orcos. En el libro Crónicas de Spiderwick de Tony DiTerlizzi y Holly Black se dice que los duendes se convierten en gnomos cuando se enojan (esto es, se vuelven más robustos y amenazadores, y sus dientes se hacen más largos y puntiagudos).
Más recientemente, en la serie Harry Potter, los señores de la banca mágica Gringotts son duendes, el más famoso es Griphook.
En la novela de fantasía y humor Jarkeq de Vharga y el Wyvern de la Verdad aparecen los duendes cobold, una raza de diminutos seres del bosque de Merwkmazön de tres centímetros y una esperanza de vida de menos de un minuto debido a su vertiginosa velocidad natural con la que se mueven.

## Televisión y cine
En la película Merlín con Sam Neill, durante su trayecto hacia los dominios de la Reina Mab, Merlín es espiado por duendes y demás seres elementales que siguen discretamente al aprendiz de mago hacia su nuevo hábitat. 
En la película Los ojos del gato basada en la novela de Stephen King, Drew Barrymore interpreta a una niña que es atacada por un duende de la raza Kobold que roba el aliento y mata a los niños, siguiendo con la tradición de las leyendas alemanas de los duendes que roban la vitalidad de las personas mientras duermen, ya sea bajo su forma original o bajo la de un animal. 
También está la saga de películas Leprechaun, en la que su protagonista principal es un duende irlandés vestido de verde, adorador del oro y del whisky y bastante malvado, con extraordinarios poderes mágicos y solo vulnerable al hierro forjado, aparte que su magia es ineficaz en contra del trébol de cuatro hojas. 
En la serie animada Gárgolas, Goliath, Angela y Elisa Maza se enfrentan en una ocasión a Lord Oberón en la isla de Ávalon tras su batalla contra la Banshee en Irlanda, la cual ganaron gracias al despertar de Cuchulain y a la ayuda de este con su lanza dorada en la pelea. Además, en una ocasión Puck, haciéndose pasar por Owen, el ayudante de David Xanatos, toma a su hijo bebé y tras introducir su alma en el cuerpo de Lexington, le enseña las artes mágicas siendo su primera práctica la transmigración de almas, cosa que Goliath descubre al final.